# ナンシー・リンチ
ナンシー・アン・リンチ （英語:Nancy Ann Lynch, 1948年1月19日 - ）はアメリカ合衆国の女性計算機科学者。MIT教授。電気工学及び計算機科学科のソフトウェア科学・工学NEC冠教授でありMITの計算機科学と人工知能研究所（CSAIL）の分散システム理論研究グループ長を務める。
分散アルゴリズムとその不可能性（impossibility result）について、また形式的モデル化（formal modeling）と分散システムの妥当性確認（validation）について（例えばI/Oオートマトン参照）の多数の研究論文を著している。大学院レベルの教科書Distributed Algorithmsの著者でもある。米国科学アカデミー、米国工学アカデミーに所属し、ACMフェローに選出されている。

## 経歴
ブルックリン出身。ニューヨーク市立大学ブルックリン校とMITで数学を専攻し、Ph.D.をアルバート・メイヤーの指導の下1972年に取得する。タフツ大学、 南カリフォルニア大学、ジョージア工科大学などで数学とコンピュータ科学のファカルティ職を歴任した後、1982年にMITに着任する。以後複雑分散システムの理解と構築に向けた応用数学を研究している。

## 顕彰
- 1997: ACMフェロー選出
- 2001: ダイクストラ賞（英語版）
- 2001: 米国工学アカデミー会員[5]
- 2006: en:Van Wijngaarden Award
- 2007: クヌース賞
- 2007: ダイクストラ賞（英語版）
- 2010: en:IEEE Emanuel R. Piore Award[6]
- 2012: Athena Lecturer[7]
- 2015: 米国科学アカデミー会員[8]